# 胫骨
胫骨（tibia，shinbone，shankbone）位于小腿内侧三棱柱形的长管状骨，是小腿上的两块长骨之一。胫骨的大小居人体第二位，仅次于股骨，对支持人体体重起重要作用。
胫骨分为一体和两端，上端膨大，与股骨下端以及髌骨共同构成膝关节。胫骨内侧面无肌肉覆盖，外侧面附着小腿骨间膜。胫骨平台（tibial plateau）是胫骨的最近端，位于膝关节内，是膝关节负荷结构。胫骨平台的结构包括胫骨内侧髁、外侧髁、胫骨结节，其周围由关节囊包绕；胫骨平台的上方有内、外侧半月板，对关节的骨性结构有保护作用。当胫骨近端骨折时，骨折线累及胫骨近端关节面，则称为胫骨平台骨折，属于关节内骨折。
胫骨上端由外侧髁与腓骨头构成微动的胫腓关节，下端借胫腓前韧带和胫腓后韧带构成韧带连接。

## 外部連結
- 解剖學(Anatomy)-骨頭-Tibia(脛骨) （页面存档备份，存于）